# Львівське вище професійне училище комп'ютерних технологій та будівництва
Львівське вище професійне училище комп'ютерних технологій та будівництва — вищий навчальний заклад України першого рівня акредитації. Єдиний у регіоні навчальний заклад, що здійснює підготовку висококваліфікованих робітничих кадрів для житлово-комунального господарства.

## Історія
У 1965 році у місті Львові почався інтенсивний ремонт старого житлового фонду, пам'яток архітектури, збільшився об'єм ремонтних робіт, рухомого складу міського електротранспорту. Для виконання цих завдань потрібна була велика кількість робітників високої кваліфікації. З цією метою було створено міське професійно-технічне училище № 48 (комунальників). На початку організації в училищі навчалося 200 учнів з 4-5 спеціальностей, навчання велось у старих корпусах.
У 1975 році училище перейшло в новий корпус, побудований за типовим проєктом на 600-800 місць. З цього часу учні отримують одночасно із спеціальністю повну загальну середню освіту.
Наказом міністерства освіти і науки України № 322 від 10 вересня 1999  року професійно–технічне училище № 48 реорганізоване у вище професійне училище № 48 м. Львова. За період 1965—2020 роки було випущено понад 15000 кваліфікованих робітників..
30 січня 2007 року ВПУ № 48 м. Львова реорганізоване у Державний професійно-технічний навчальний заклад «Львівське вище професійне училище комп'ютерних технологій та будівництва»..

## Спеціальності

### Комп'ютерний напрямок
Студенти вивчають принципи побудови та архітектури сучасних автоматизованих систем; методи побудови і аналізу типових моделей баз даних та знань, складних об'єктів і систем; методи розроблення системного і прикладного забезпечення для автоматизованих систем різноманітного призначення; мови програмування високого рівня (Pascal, C); типові комп’ютерні системи (Microsoft Office, Paradox Interactive, Adobe Page Maker, Adobe Photoshop, CorelDraw),методи проектування програмних засобів для фінансово- банківської системи.
По закінченню навчання випускник зможе обіймати такі первинні посади: касир (в банку); оператор комп'ютерного набору, електромеханік з ремонту та обслуговування лічильно – обчислювальних машин..

### Будівельний напрямок
Професія «Лицювальника–плиточника» належить до комплекту професій оздоблювальних робіт, що виконуються задля підвищення довговічності будинків (споруд) надання їм естетичного вигляду. Лицювальні роботи бувають як зовнішніми (для збільшення терміну дії будівельних споруд і захисту їх від атмосферних опадів, дії експресивних середовищ), так і внутрішніми (для покращення інтер'єру приміщень, захисту експресивних середовищ).
Штукатур є тим будівельним фахівцем, від якості роботи якого залежить як буде виглядати будинок після введення його в експлуатацію. Висококваліфікований штукатур за своїм рівнем наближається до художника. Такий спеціаліст повинен вміти штукатурити пілястри, арки, колони, склепіння та інші складні архітектурні деталі. Результати роботи штукатура завжди на видноті, тому кажуть, що його робота є візитною карткою всіх будівельників, які споруджували будівлю.
Маляр – робітник, який фарбує і покриває лаком стіни, двері, підлоги, та інші елементи будівель при їх остаточному оздобленні. Назва професії «Маляр» походить від німецького слова «Maler», що означає живописець..

### Автомобільний напрямок
Із самого заснування професійно–технічне училище № 48 розпочав підготовку інженерів-механіків зі спеціальності «Слюсар з ремонту автомобілів» і вже випустив більше 2000 кваліфікованих фахівців, що успішно працюють в автотранспортному комплексі та інших галузях промисловості та сільського господарства нашої держави і за її межами.
Випускники є фахівцями широкого профілю, підготовленими для самостійної інженерної, дослідницької, керівної і організаційної діяльності в сфері експлуатації автомобільного транспорту, особливо в сфері надання послуг з ремонту і технічного обслуговування транспортних засобів..

## Матеріально-технічна база
ЛВПУ комп'ютерних технологій та будівництва — сучасний навчальний заклад, в якому є теоретичний корпус, майстерні, гуртожиток та стадіон.
В корпусах розміщено 29 навчальних кабінети та лабораторії, 9 майстерень, спортивний зал, тренажерний зал, бібліотека з читальним залом, актовий зал на 200 місць.
В училищі є три комп'ютерні класи, кабінет інформатики та одна комп’ютерна лабораторія, в котрих розміщено 80 комп'ютерів.
Всі кабінети, лабораторії та майстерні обладнані устаткуванням, технічними засобами навчання, інвентарем, що забезпечує якісне виконання лабораторних та практичних робіт..